# Kaltenbachiola
Kaltenbachiola is een muggengeslacht uit de familie van de galmuggen (Cecidomyiidae).

## Soorten
- K. canadensis (Felt, 1907)
- K. rachiphaga (Tripp, 1955)
- K. strobi

Sparrenzaadgalmug (Winnertz, 1853)